# Roanoke International Tennis
Il Roanoke International Tennis è stato un torneo di tennis facente parte del USLTA Indoor Circuit giocato dal 1972 al 1975 a Roanoke negli Stati Uniti su campi in sintetico indoor.

## Albo d'oro

### Singolare
| Anno | Vincitore     | Finalista        | Punteggio |
| ---- | ------------- | ---------------- | --------- |
| 1972 | Jimmy Connors | Vladimír Zedník  | 6–4, 7–6  |
| 1973 | Jimmy Connors | Ian Fletcher     | 6–2, 6–3  |
| 1974 | Jimmy Connors | Karl Meiler      | 6–4, 6–3  |
| 1975 | Roger Taylor  | Vitas Gerulaitis | 7–6, 7–6  |

### Doppio
| Anno | Vincitori                      | Finalisti                      | Punteggio     |
| ---- | ------------------------------ | ------------------------------ | ------------- |
| 1972 | Jimmy Connors Haroon Rahim     | Vladimír Zedník Ian Crookenden | 6–4, 3–6, 6–3 |
| 1973 | Jimmy Connors Juan Gisbert Sr. | Ian Fletcher Butch Seewagen    | 6–0, 7–6      |
| 1974 | Vitas Gerulaitis Sandy Mayer   | Ian Crookenden Jeff Simpson    | 7–6, 6–1      |
| 1975 | Vitas Gerulaitis Sandy Mayer   | Juan Gisbert Sr. Ion Țiriac    | 7–6, 1–6, 6–3 |